# تپه گورستان بیرینجیک
تپه قبرستان بیرینجیک مربوط به دوران‌های تاریخی پس از اسلام است و در شهرستان خدابنده، بخش سجاسرود، روستای خان تیمور واقع شده و این اثر در تاریخ ۱۰ دی ۱۳۸۱ با شمارهٔ ثبت ۶۷۰۳ به‌عنوان یکی از آثار ملی ایران به ثبت رسیده است.